# Jean Richard enquête
L'enquête Jean Richard è una serie di fumetti pubblicati da Éditions Vaillant su Pif Gadget tra il 1973 e il 1975, disegnati da Cabrol e sceneggiati da Roger Dal e da Gil Das, che vedono Jean Richard impegnato a risolvere un indovinello. La formula è molto simile a quella degli indovinelli di Ludo. La serie si differenzia, tuttavia, per il fatto che tutti i personaggi hanno il volto di caricature di noti personaggi televisivi, cinematografici e musicali dell'epoca.
| n°  | page n° | Titolo                 | Colore/N&B | Sceneggiatore | illustratore |
| --- | ------- | ---------------------- | ---------- | ------------- | ------------ |
| 228 | 53      | Histoire de tigres     | N&B        | Roger Dal     | Cabrol       |
| 229 | 54      | Jean Richard enquête   | N&B        | Roger Dal     | Cabrol       |
| 229 | 57      | Jean Richard enquête   | N&B        | Roger Dal     | Cabrol       |
| 230 | 57      | Jean Richard enquête   | N&B        | Roger Dal     | Cabrol       |
| 231 | 51      | Jean Richard enquête   | N&B        | Roger Dal     | Cabrol       |
| 232 | 51      | Jean Richard enquête   | N&B        | Roger Dal     | Cabrol       |
| 233 | 57      | Jean Richard enquête   | N&B        | Roger Dal     | Cabrol       |
| 234 | 56      | Jean Richard enquête   | N&B        | Gil Das       | Cabrol       |
| 235 | 53      | Jean Richard enquête   | N&B        | Gil Das       | Cabrol       |
| 240 | 58      | Jean Richard enquête   | N&B        | Gil Das       | Cabrol       |
| 241 | 56      | Jean Richard enquête   | N&B        | Gil Das       | Cabrol       |
| 242 | 56      | Jean Richard enquête   | N&B        | Gil Das       | Cabrol       |
| 243 | 57      | Jean Richard enquête   | N&B        | Gil Das       | Cabrol       |
| 244 | 56      | Jean Richard enquête   | N&B        | Gil Das       | Cabrol       |
| 245 | 57      | Jean Richard enquête   | N&B        | Gil Das       | Cabrol       |
| 246 | 54      | Jean Richard enquête   | N&B        | Gil Das       | Cabrol       |
| 247 | 56      | Jean Richard enquête   | N&B        | Gil Das       | Cabrol       |
| 248 | 55      | Jean Richard enquête   | N&B        | Gil Das       | Cabrol       |
| 249 | 57      | Une loufo enquête      | N&B        | Gil Das       | Cabrol       |
| 250 | 53      | Jean Richard enquête   | Colore     | Gil Das       | Cabrol       |
| 251 | 55      | Jean Richard enquête   | Colore     | Gil Das       | Cabrol       |
| 252 | 53      | Jean Richard enquête   | Colore     | Gil Das       | Cabrol       |
| 253 | 53      | Jean Richard enquête   | Colore     | Gil Das       | Cabrol       |
| 254 | 53      | Jean Richard enquête   | Colore     | Gil Das       | Cabrol       |
| 255 | 54      | Jean Richard enquête   | Colore     | Gil Das       | Cabrol       |
| 256 | 53      | Énigme la fontaine     | Colore     | Gil Das       | Cabrol       |
| 257 | 51      | Jean Richard enquête   | Colore     | Gil Das       | Cabrol       |
| 258 | 51      | J.M. Thibault enquête  | Colore     | Gil Das       | Cabrol       |
| 259 | 53      | Jean Richard enquête   | Colore     | Gil Das       | Cabrol       |
| 260 | 51      | Carlos enquête         | Colore     | Gil Das       | Cabrol       |
| 261 | 53      | Jean Richard enquête   | Colore     | Gil Das       | Cabrol       |
| 262 | 53      | Roger Pierre enquête   | Colore     | Gil Das       | Cabrol       |
| 263 | 51      | Roger Pierre enquête   | Colore     | Gil Das       | Cabrol       |
| 264 | 51      | Jean Richard enquête   | Colore     | Gil Das       | Cabrol       |
| 266 | 51      | J.M. Thibault enquête  | Colore     | Gil Das       | Cabrol       |
| 267 | 53      | Jean Richard enquête   | Colore     | Gil Das       | Cabrol       |
| 268 | 51      | Les Charlots enquêtent | Colore     | Gil Das       | Cabrol       |
| 269 | 53      | Jean Richard enquête   | Colore     | Gil Das       | Cabrol       |
| 270 | 51      | Enquête à la rédaction | Colore     | Gil Das       | Cabrol       |
| 271 | 53      | Jean Richard enquête   | Colore     | Gil Das       | Cabrol       |
| 272 | 51      | Jean Richard enquête   | Colore     | Gil Das       | Cabrol       |
| 273 | 51      | Jean Richard enquête   | Couleur    | Gil Das       | Cabrol       |
| 274 | 55      | Jean Richard enquête   | Colore     | Gil Das       | Cabrol       |
| 275 | 52      | Jean Richard enquête   | Colore     | Gil Das       | Cabrol       |
| 276 | 53      | Jean Richard enquête   | Couleur    | Gil Das       | Cabrol       |
| 277 | 55      | Jean Richard enquête   | Colore     | Gil Das       | Cabrol       |
| 278 | 51      | Jean Richard enquête   | Colore     | Gil Das       | Cabrol       |
| 279 | 55      | Jean Richard enquête   | Colore     | Gil Das       | Cabrol       |
| 280 | 51      | Sim enquête            | Colore     | Gil Das       | Cabrol       |
| 281 | 53      | Jean Richard enquête   | Colore     | Gil Das       | Cabrol       |
| 282 | 53      | Jean Richard enquête   | Colore     | Gil Das       | Cabrol       |
| 283 | 53      | Jean Richard enquête   | Colore     | Gil Das       | Cabrol       |
| 284 | 53      | Jean Richard enquête   | Colore     | Gil Das       | Cabrol       |
| 285 | 53      | Jean Richard enquête   | Couleur    | Gil Das       | Cabrol       |
| 286 | 55      | Jean Richard enquête   | Couleur    | Gil Das       | Cabrol       |
| 287 | 53      | Jean Richard enquête   | Couleur    | Gil Das       | Cabrol       |
| 288 | 57      | Jean Richard enquête   | Colore     | Gil Das       | Cabrol       |
| 289 | 59      | Jean Richard enquête   | Colore     | Gil Das       | Cabrol       |
| 290 | 60      | Jean Richard enquête   | Colore     | Gil Das       | Cabrol       |
| 291 | 64      | Jean Richard enquête   | Colore     | Gil Das       | Cabrol       |
| 292 | 63      | Jean Richard enquête   | Colore     | Gil Das       | Cabrol       |
| 293 | 55      | Jean Richard enquête   | Colore     | Gil Das       | Cabrol       |
| 294 | 61      | Jean Richard enquête   | Colore     | Gil Das       | Cabrol       |
| 295 | 65      | Jean Richard enquête   | Colore     | Gil Das       | Cabrol       |
| 296 | 61      | Jean Richard enquête   | Colore     | Gil Das       | Cabrol       |
| 297 | 59      | Jean Richard enquête   | Colore     | Gil Das       | Cabrol       |
| 298 | 57      | Jean Richard enquête   | Colore     | Gil Das       | Cabrol       |
| 299 | 55      | Roger Pierre enquête   | Colore     | Gil Das       | Cabrol       |
| 300 | 55      | Jean Richard enquête   | Colore     | Gil Das       | Cabrol       |
| 301 | 52      | Jean Richard enquête   | Colore     | Gil Das       | Cabrol       |
| 302 | 54      | Jean Richard enquête   | Colore     | Gil Das       | Cabrol       |
| 303 | 51      | Jean Richard enquête   | Colore     | Gil Das       | Cabrol       |
| 304 | 53      | Jean Richard enquête   | Colore     | Gil Das       | Cabrol       |
| 305 | 55      | Jean Richard enquête   | Colore     | Gil Das       | Cabrol       |
| 306 | 53      | Jean Richard enquête   | Colore     | Gil Das       | Cabrol       |
| 307 | 53      | Jean Richard enquête   | Colore     | Gil Das       | Cabrol       |
| 308 | 52      | Jean Richard enquête   | Colore     | Gil Das       | Cabrol       |
| 309 | 52      | Jean Richard enquête   | Colore     | Gil Das       | Cabrol       |
| 310 | 52      | Jean Richard enquête   | Colore     | Gil Das       | Cabrol       |
| 311 | 53      | Jean Richard enquête   | Colore     | Gil Das       | Cabrol       |
| 312 | 52      | Jean Richard enquête   | Colore     | Gil Das       | Cabrol       |
| 313 | 53      | Jean Richard enquête   | Colore     | Gil Das       | Cabrol       |
| 314 | 53      | Jean Richard enquête   | Colore     | Gil Das       | Cabrol       |

| n°/page  | Titolo               | testo     | Illustratore | colore/N&B | descrizione                                |
| -------- | -------------------- | --------- | ------------ | ---------- | ------------------------------------------ |
| HS012/7  | jean richard enquête | Roger Dal | Cabrol       | N&B        | JR segue il Tour de France                 |
| HS012/12 | jean richard enquête | Roger Dal | Cabrol       | N&B        | JR assiste alle riprese di un film d'epoca |
| HS012/18 | jean richard enquête | Roger Dal | Cabrol       | N&B        | Mentre JR torna a casa                     |
| HS012/30 | jean richard enquête | Roger Dal | Cabrol       | N&B        | JR è invitato a vedere opere d'arte        |
| HS012/34 | jean richard enquête | Roger Dal | Cabrol       | N&B        | JR arriva a Le Mans                        |
| HS012/43 | jean richard enquête | Roger Dal | Cabrol       | N&B        | JR visita la cantina di uno dei suoi amici |
| HS012/50 | jean richard enquête | Roger Dal | Cabrol       | N&B        | JR visita la cantina di uno dei suoi amici |
| HS012/58 | jean richard enquête | Roger Dal | Cabrol       | N&B        | La corde di fakir                          |
| HS012/65 | jean richard enquête | Roger Dal | Cabrol       | N&B        | JR in Texas per un rodeo                   |
| HS012/72 | jean richard enquête | Roger Dal | Cabrol       | N&B        | JR agli studi di Boulogne                  |
| HS012/83 | jean richard enquête | Roger Dal | Cabrol       | N&B        | JR al mercato delle pulci                  |